# آنلیز اسم
آنلیز اسم (به فرانسوی: Annelise Hesme) (زاده ۱۱ مه ۱۹۷۶) بازیگر فرانسوی است. از فیلم‌های معروف او می‌توان به گرانبها، اسکندر، لحظه‌ای جنون اشاره کرد.